# Hormetica kemneri
Hormetica kemneri är en kackerlacksart som beskrevs av Karlis Princis 1946. Hormetica kemneri ingår i släktet Hormetica och familjen jättekackerlackor.
Artens utbredningsområde är Sverige. Inga underarter finns listade i Catalogue of Life.